# HD 137853
HD 137853，又名BD+25 2916，SAO 83830、HR 5745，是一颗恒星，视星等为6.02，位于銀經38.63，銀緯55.02，其B1900.0坐标为赤經15h 23m 20.7s，赤緯+25° 55.02′ 59″。